# Francuska Federacja Sportów Lodowych
Francuska Federacja Sportów Lodowych (oficjalny skrót FFSG, od fr. Fédération française des sports de glace) – francuska organizacja sportowa z siedzibą w Paryżu, założona w 1903 roku, zajmująca się rozwojem i koordynowaniem sportów zimowych na lodzie we Francji: baletu na lodzie, bobsleja, curlinga, freestyle'a na lodzie, łyżwiarstwa figurowego, synchronicznego i szybkiego, saneczkarstwa, short tracku, skeletonu oraz tańca na lodzie.

## Historia
Francuska Federacja Sportów Lodowych powstała w 1903 roku w Paryżu jako UFFSA (Związek Francuskich Federacji Sportów Lodowych), rozpoczynając tym samym wszystkimi dyscyplinami sportowymi na lodzie we Francji. W 1908 roku zmieniono nazwę na Francuską Federację Sportów Lodowych, której pierwszym prezesem został Louis Magnus. W skład organizacji weszły następujące dyscypliny sportowe: curling, hokej na lodzie, łyżwiarstwo figurowe i szybkie oraz taniec na lodzie. W 1920 roku, tuż po zakończeniu I wojny światowej, powstała nowa organizacja pn. Związek Francuskich Federacji Sportów Zimowych.
Dopiero w 1941 roku, podczas II wojny światowej, Georges Guérard i Jacques Lacarière poprosili Francję Vichy o utworzenie i sformalizowanie Francuskiej Federacji Sportów Lodowych, który otrzymał zgodę ministerialną (nr 1391) 4 listopada 1942 roku.

## Dyscypliny
Obecnie FFSG zajmuje się rozwojem następujących dyscyplin sportowych:
- artystyczne: balet na lodzie, freestyle na lodzie, łyżwiarstwo figurowe, łyżwiarstwo synchroniczne, taniec na lodzie
- precyzyjne: curling
- wyczynowe: bobsleje, łyżwiarstwo szybkie, saneczkarstwo, skeleton, short track

W latach 1942–2006 częścią FFSG był hokej na lodzie, aż do utworzenia 29 kwietnia 2006 roku Francuskiej Federacji Hokeja na Lodzie.

## Misja
FFSG jest organizacją zatwierdzoną przez francuskie ministerstwo sportu. W związku z tym jej statut wymaga wykonywania od niej wielu misji o charakterze publicznym, w tym m.in.:
- zarządzanie, organizowanie i rozwijanie wszystkich dyscyplin sportowych na lodzie (z wyjątkiem hokeja na lodzie)
- ustalanie przepisów dotyczących działalności, zgodnie z przepisami międzynarodowymi
- kierowanie, koordynowanie i monitorowanie działalności zrzeszonych w nim związków sportowych
- demokratyczna organizacja życia społeczności, promowanie edukację młodzieży poprzez aktywność fizyczną i sportową
- organizacja i możliwość uprawiania aktywności fizycznej i sportowej
- szkolenie facylitatorów, nauczycieli, trenerów i wolontariuszy
- rozwój sportu na rynku pracy
- organizacja nadzoru medycznego swoich licencjobiorców w połączeniu z wyspecjalizowanymi strukturami
- organizacja zawodów sportowych, na których przyznawane są tytuły międzynarodowe, krajowe, regionalne i resortowe
- dokonywanie odpowiednich wyborów, w tym umieszczenie sportowców na listach wysokiego szczebla.

FFSG jest w kontakcie z czterema federacjami międzynarodowymi:
- Międzynarodowa Unia Łyżwiarska (ISU)
- Międzynarodowa Federacja Saneczkarska (FIL)
- Międzynarodowa Federacja Bobslei i Skeletonu (FIBT)
- Światowa Federacja Curlingu (WCF)

## Prezydenci
| Lp. | Prezydent               | Okres urzędowania | Okres urzędowania | Dyscyplina sportu    | Uwagi                                                                                  |
| --- | ----------------------- | ----------------- | ----------------- | -------------------- | -------------------------------------------------------------------------------------- |
| 1.  | Georges Guérard         | 1941              | 1961              |                      |                                                                                        |
| 2.  | Édouard Lafonta         | 1962              | 1963              |                      |                                                                                        |
| 3.  | Philippe Potin          | 1964              | 1967              | Hokej na lodzie      | Spadkobierca marki Félix Potin i patron hokeja na lodzie.                              |
| 4.  | Jacques Favart          | 1968              | 1969              | Łyżwiarstwo figurowe | Prezydent Międzynarodowej Unii Łyżwiarskiej w latach 1967–1980.                        |
| 5.  | Antoine Faure           | 1970              | 1971              | Hokej na lodzie      | Prezydent klubu Diables Rouges de Briançon.                                            |
| 6.  | Jean Heckly             | 1972              | 1980              | Łyżwiarstwo szybkie  |                                                                                        |
| 7.  | Pierre Courbe-Michollet | 1980              | 1984              |                      |                                                                                        |
| 8.  | Jean Ferrand            | 1984              | 1990              | Hokej na lodzie      | Zmarł w trakcie sprawowania urzędu w 1990 roku.                                        |
| 9.  | Bernard Goy             | 1990              | 1998              | Hokej na lodzie      |                                                                                        |
| 10. | Didier Gailhaguet       | 1998              | 2004              | Łyżwiarstwo figurowe | W pierwszej kadencji zrezygnował po skandalu na zimowych igrzyskach olimpijskich 2002. |
| 11. | Norbert Tourne          | 2004              | 2006              | Łyżwiarstwo szybkie  |                                                                                        |
| 12. | Claude Ancelet          | 2006              | 2007              | Łyżwiarstwo figurowe |                                                                                        |
| 13. | Didier Gailhaguet       | 2007              | 2020              | Łyżwiarstwo figurowe | Rezygnacja po aferze z Sarah Abitbol.                                                  |
| 14. | Nathalie Péchalat       | 2020              | urzęduje          | Taniec na lodzie     |                                                                                        |

## Dyrektorzy techniczni
Dyrektor techniczny (DTN) jest szczeblem podlegającym podwójnej władzy francuskiego ministerstwa sportu i prezydenta federacji.
| Lp. | Dyrektor techniczny  | Okres urzędowania | Okres urzędowania |
| --- | -------------------- | ----------------- | ----------------- |
| 1.  | Jean-Michel Oprendek | 2001              | 2003              |
| 2.  | Patrick Ranvier      | 2003              | 2006              |
| 3.  | Robert Dureville     | 2006              | 2009              |
| 4.  | Charles Dumont       | 2009              | 2010              |
| 5.  | Xavier Sendra        | 2010              | 2014              |
| 6.  | Thierry Soler        | 2015              | 2017              |
| 7.  | Christophe Vermeulen | 2017              | 2020              |
| 8.  | Frédérique Blancon   | 2020              | urzęduje          |